# 에스키테스

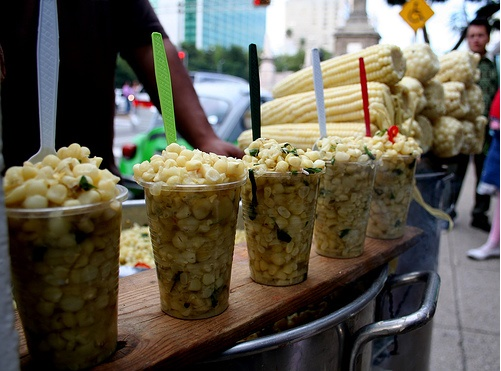
에스키테스

에스키테스(Esquites)(멕시코 북동부에서는 트롤레스와 트로엘로테스, 아과스칼리엔테스에서는 차스카, 미초아칸에서는 바솔로테 등), 미국 남서부에서도 제공되는 즉 엘로테 엔 바소 (컵에 담긴 옥수수)로도 알려진 멕시코 멕시코 스낵 또는 안토히토이다. 현지 시장과 옥수수를 파는 노점상에서 찾을 수 있다. 에스키테스라는 단어는 "구운 옥수수"를 의미하는 나와틀어 이즈퀴틀에서 유래했다.

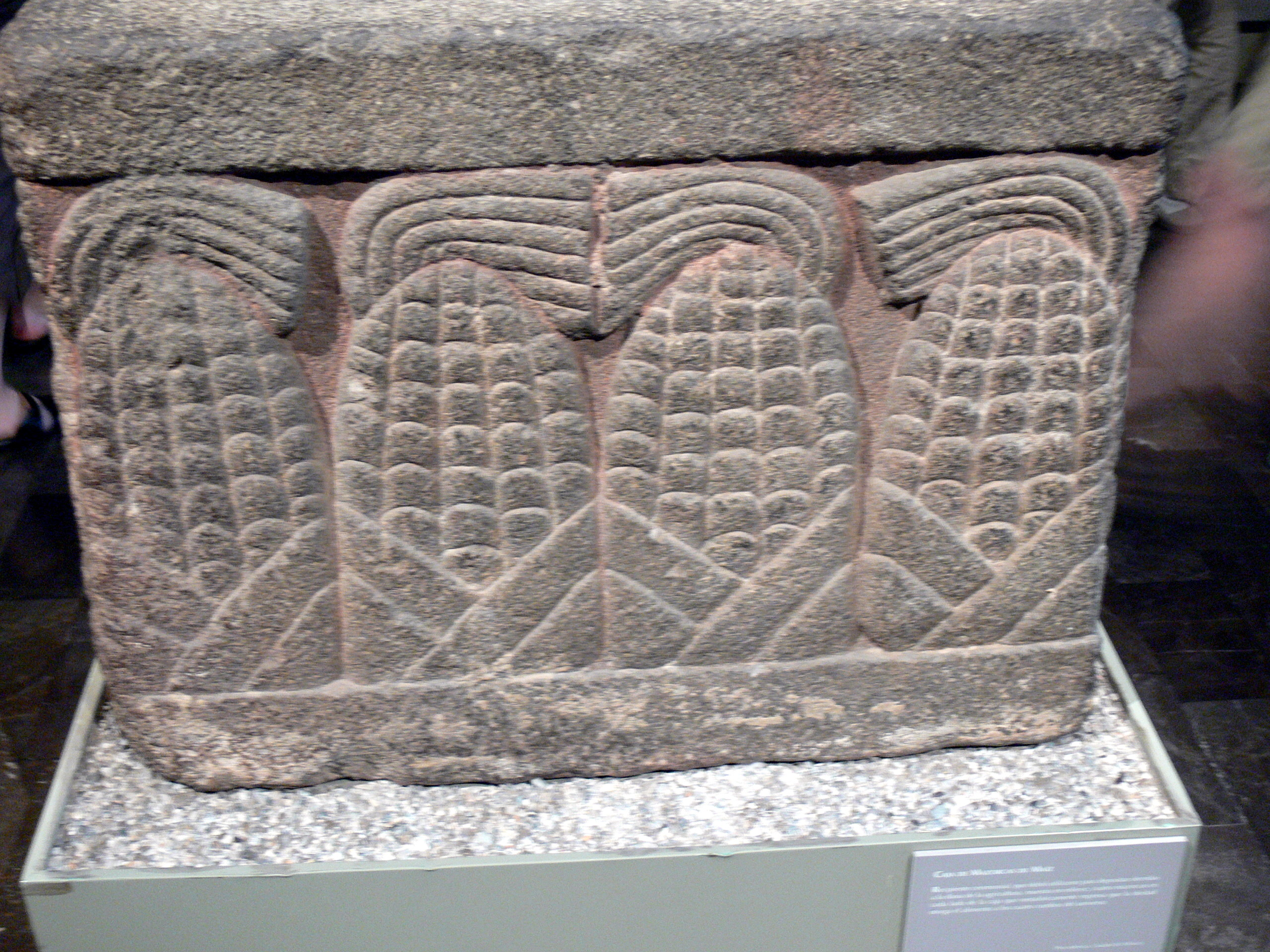
국립박물관 - 카하 데 마소르카 데 마이스

## 기원
진정한 기원은 알려져 있지 않지만, 에스키테스는 역사적으로 흔한 멕시코 길거리 음식으로 널리 알려져 있다. 나와틀 전설에 따르면 에스키테스는 소치밀카스의 신인 틀라소시우아필리가 만들었다고 전해지며, 그녀는 멕시코의 아톨레와 옥수수 젤리도 만들었다고 한다.
또 다른 기원설은 1800년대 후반 멕시코의 막시밀리안 1세 황제와 벨기에의 샤를로트 황후가 실수로 밀가루 대신 옥수수 가루를 사용하여 "오달리스크 이빨"이라고 불리는 요리를 만들었다고 주장한다. 현대의 에스키테스는 옥수수를 제외한 많은 기본 재료가 스페인에서 왔기 때문에 메스티소 요리로 알려져 있다.

## 재료

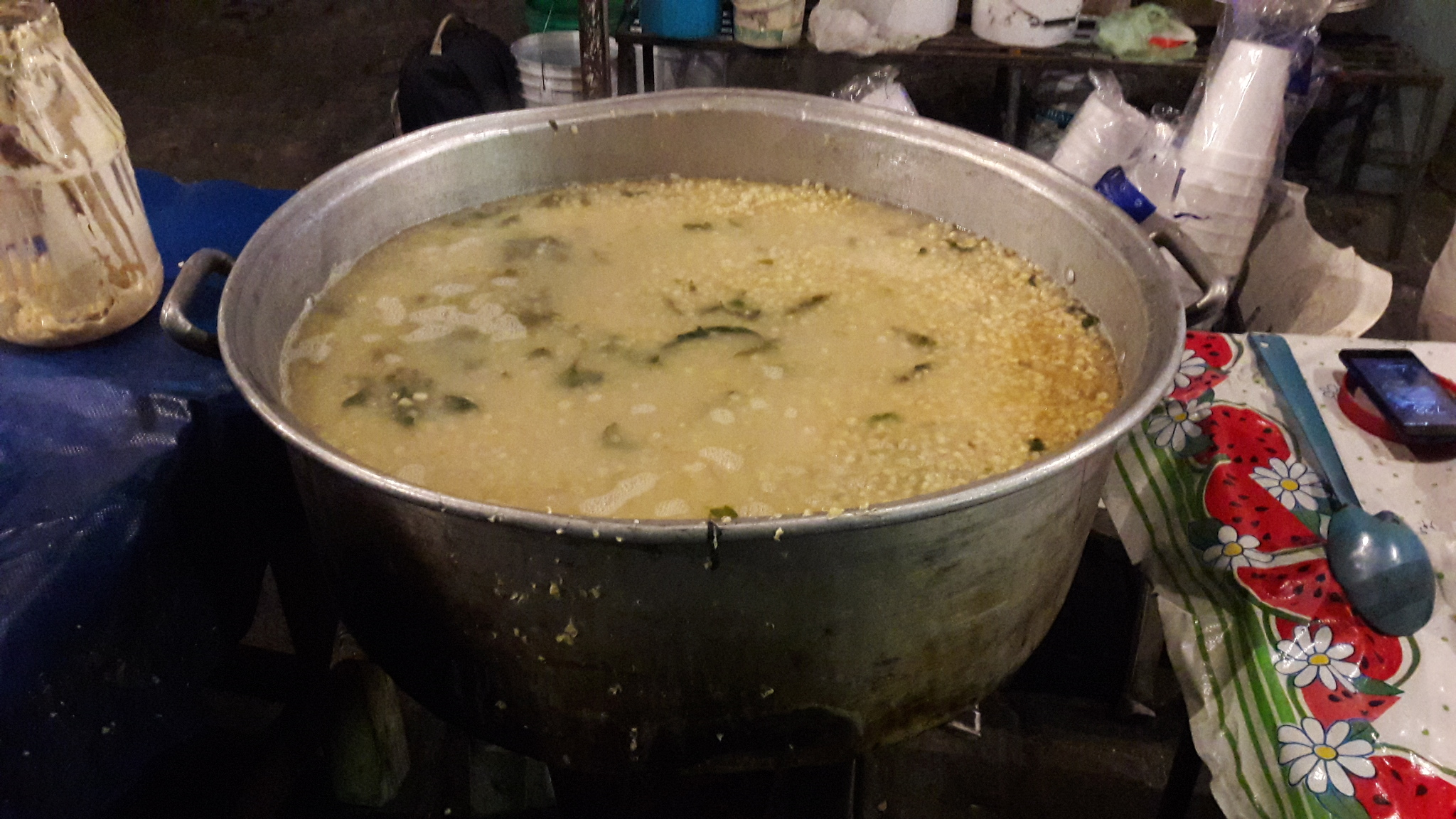
에스키테스를 위해 삶은 흰 옥수수

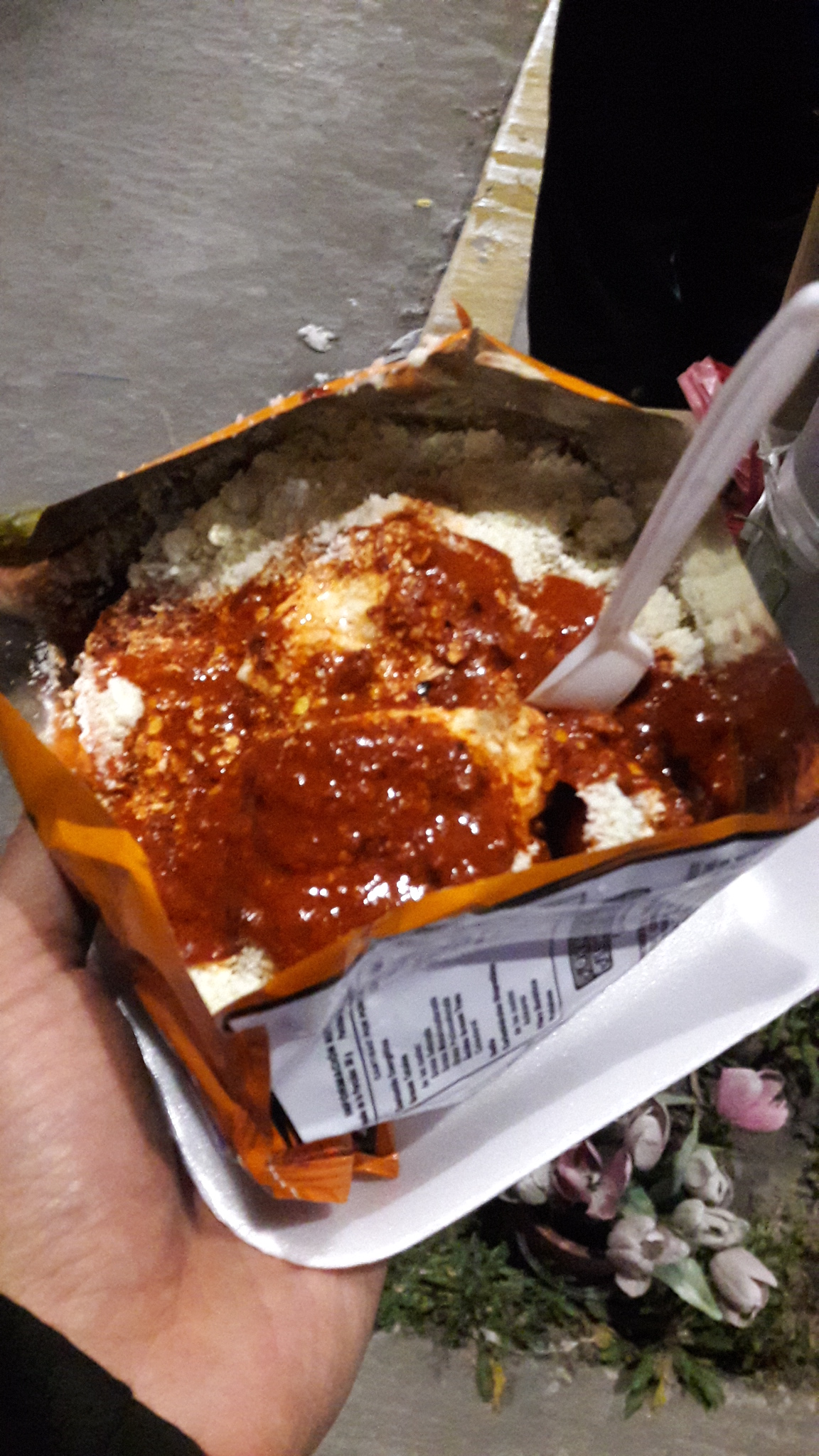
플래밍 핫 치토스 봉지에 담긴 에스키테스

에스키테스는 일반적으로 소금과 에파소테를 포함하는 물에 삶아 부드럽게 만든 백옥수수 알갱이로 만들어진다. 때때로 옥수수는 삶은 후에 버터와 양파에 볶기도 한다. 백옥수수 알갱이는 먼저 큰 냄비에 부드러워질 때까지 삶아 플라스틱 또는 스티로폼 컵에 담아 제공되며, 이로 인해 영어로 "컵에 담긴 옥수수"라는 이름이 붙었다. 옥수수 껍질에 담아 제공되는 경우도 찾을 수 있다. 재료는 다양할 수 있으며, 에스키테스의 토핑에는 라임 주스, 고춧가루 또는 핫소스, 소금, 코티하 치즈, 마요네즈의 조합이 포함된다 (하지만 이에 국한되지 않음). 멕시코 시티와 같은 곳에서는 멕시코 메뚜기 또는 귀뚜라미를 토핑으로 얹기도 한다.
인기 있는 현대식 변형은 옥수수 위에 플래밍 핫 치토스 또는 타키스를 갈아서 얹는 것이다. 새로운 변형에는 모든 동일한 재료를 선택한 칩 봉지에 섞어 넣는 것이 포함된다.

## 같이 보기
- 엘로테
- 옥수수
- 콘치즈